# Xue Yue
Este es un nombre chino; el apellido es Xue.
Xue Yue (en chino tradicional, 薛岳; pinyin, Xuē Yuè; Wade-Giles, Hsüeh Yüeh; Shaoguan, 26 de diciembre de 1896 - Condado de Chiayi, 3 de mayo de 1998) fue un militar chino, apodado por Claire Lee Chennault de los Tigres Voladores como el "Patton de Asia" y llamado "Dios de la guerra" (戰神) por los chinos.[cita requerida]

## Experiencia y carrera
Xue nació en una familia de campesinos Hakka en Shaoguan, Guangdong. Xue se unió al Tongmenghui en 1909. En la primavera de 1912, fue admitido en la Escuela Militar Primaria de Guangdong. En 1917, fue admitido en la sexta clase de la Academia Militar de Baoding. Sin embargo, en julio de 1918, partió hacia el sur, a Guangzhou, y se unió a un ejército creado por Sun Zhongshan y Chen Jiongming con el rango de capitán. Después, se convirtió en comandante del primer batallón de guardaespaldas de Sun. Cuando Sun y Chen se pelearon, Xue escoltó a Soong Ching-ling a un lugar seguro.
Xue fue uno de los comandantes nacionalistas más efectivos de la Expedición del Norte, sirviendo como comandante de la 1.ª División del  1.er Ejército. Después del Incidente del 12 de abril, recomendó que Chiang Kai-shek fuera arrestado como contrarrevolucionario. Purgado del 1.er Ejército, Xue regresó a Guangdong para servir como comandante de la división bajo el mando de Li Jishen. Después de la agitación política que vio a Chiang volver al poder, Xue se unió a Zhang Fakui y sirvió en el 4.º Ejército de Guangdong. Durante el levantamiento de Guangzhou, las tropas de Xue fueron llamadas a la ciudad para ayudar a suprimir a los comunistas. Debido a las pérdidas sufridas a finales de 1927, el 4.º Ejército aceptó la oferta de Chiang de reorganizarse. Sin embargo, las divisiones internas vieron al recién nombrado comandante Miao Peinan obligado a salir y el regreso de Zhang Fakui como comandante del 4.º Ejército de Guangdong. Xue fue ascendido a diputado de Zhang.
Durante la Guerra de las Planicies Centrales, el 4.º Ejército de Guangdong apoyó a la Nueva camarilla de Guangxi en su oposición a Chiang. Durante la entrada de las fuerzas combinadas en Hengyang, su línea de retirada fue cortada por Jiang Guangnai y Cai Tingkai. En la subsiguiente Batalla de Hengyang, el ejército combinado de Guangdong-Guangxi sufrió una grave derrota. El 4.º Ejército de Guangdong fue obligado a unirse a Chiang, Zhang Fakui fue obligado a renunciar, y Xue fue promovido al mando del ejército.
Durante la primera etapa de la guerra civil china, el Generalísimo Chiang Kai-shek ordenó al general Xue que liderara el Primer Ejército de Guangdong para atacar a los comunistas chinos durante la Quinta Campaña de Encierro contra el Soviet de Jiangxi, obligándolos a iniciar la Larga Marcha y sus fuerzas persiguieron a los comunistas en retirada hasta Sichuan y Guizhou, hasta que las fuerzas comunistas se retiraron a través de las grandes tierras pantanosas y finalmente escaparon a la provincia de Shaanxi. Luego dio la vuelta a sus fuerzas y marchó sin parar hacia China Central y derrotó a los famosos comandantes del Ejército Rojo como He Long y Ye Ting de la zona comunista que controlaban y los forzó a salir de estos bastiones. Por estos logros, Chiang Kai-shek lo aclamó como "un verdadero ejemplo de oficial chino".[cita requerida]

## Segunda guerra sino-japonesa
Después del incidente de Xi'an, la lealtad de Xue fue puesta en duda después de ofrecerse a arrestar personalmente a Chiang Kai-shek y entregarlo a los comunistas si Chiang se negaba a luchar contra los japoneses inmediatamente. Aunque se reconcilió inmediatamente con Chiang Kai-shek, sus relaciones con el KMT fueron tensas durante la segunda guerra sino-japonesa.
Xue comandó el 19.º Grupo del Ejército que luchó en la batalla de Shanghái. Más tarde, durante la campaña de la Batalla de Henan del Norte y del Este (enero-junio de 1938) comandó el Ejército de Henan del Este.
Xue también participó en la batalla de Wuhan, comandando el 1.er Cuerpo del Ejército. En las montañas al noroeste de Wuhan, Xue logró casi destruir toda la 106 división del Ejército Imperial Japonés. Durante la batalla, la mayoría de los oficiales japoneses murieron y los japoneses tuvieron que lanzar 300 oficiales en paracaídas al campo de batalla. Esta fue la única ocasión en que el Ejército Imperial Japonés tuvo que usar la estrategia aérea para salvar a una división entera de ser eliminada por las fuerzas enemigas durante la Segunda Guerra Mundial.
Xue Yue también fue responsable de las victorias del 9.º Frente, en la Primera, Segunda y Tercera Batalla de Changsha. Sus fuerzas del 9.º Frente también salieron victoriosas en la batalla de Changde pero fueron derrotadas en la cuarta batalla de Changsha.
El KMT y el General Stilwell no lo apoyaron o suministraron a sus soldados con municiones para luchar contra los japoneses debido a la creencia de Stillwell de que había una corrupción desenfrenada en el Ejército del KMT que hizo que los generales o los oficiales del KMT desviaran recursos del campo de batalla. Para consternación de Stillwell, sin embargo, las fuerzas aéreas de Chennault suministraron municiones a Xue durante la guerra, siempre que fuese posible. El 9.º Frente de Xue también era responsable de proteger los aeródromos de Chennault.
Chennault y Xue se convirtieron en hermanos jurados y siguieron siendo amigos íntimos hasta la muerte de Chennault en 1958. Chennault también cuenta en sus memorias, "El camino del combatiente", que en julio de 1945, justo cuando Chennault había dimitido, hizo un viaje a través de las líneas enemigas para ver a Xue Yue. (En sus memorias, Chennault se refiere a Xue Yue como Hsueh Yo). Xue había marchado durante dos días para llegar a la reunión, pero Chennault sólo pudo decepcionarlo en su búsqueda de armas y municiones para lanzar una contraofensiva: Los superiores de Chennault habían tomado todo para un esfuerzo que se estaba organizando en Chongqing. Y así:

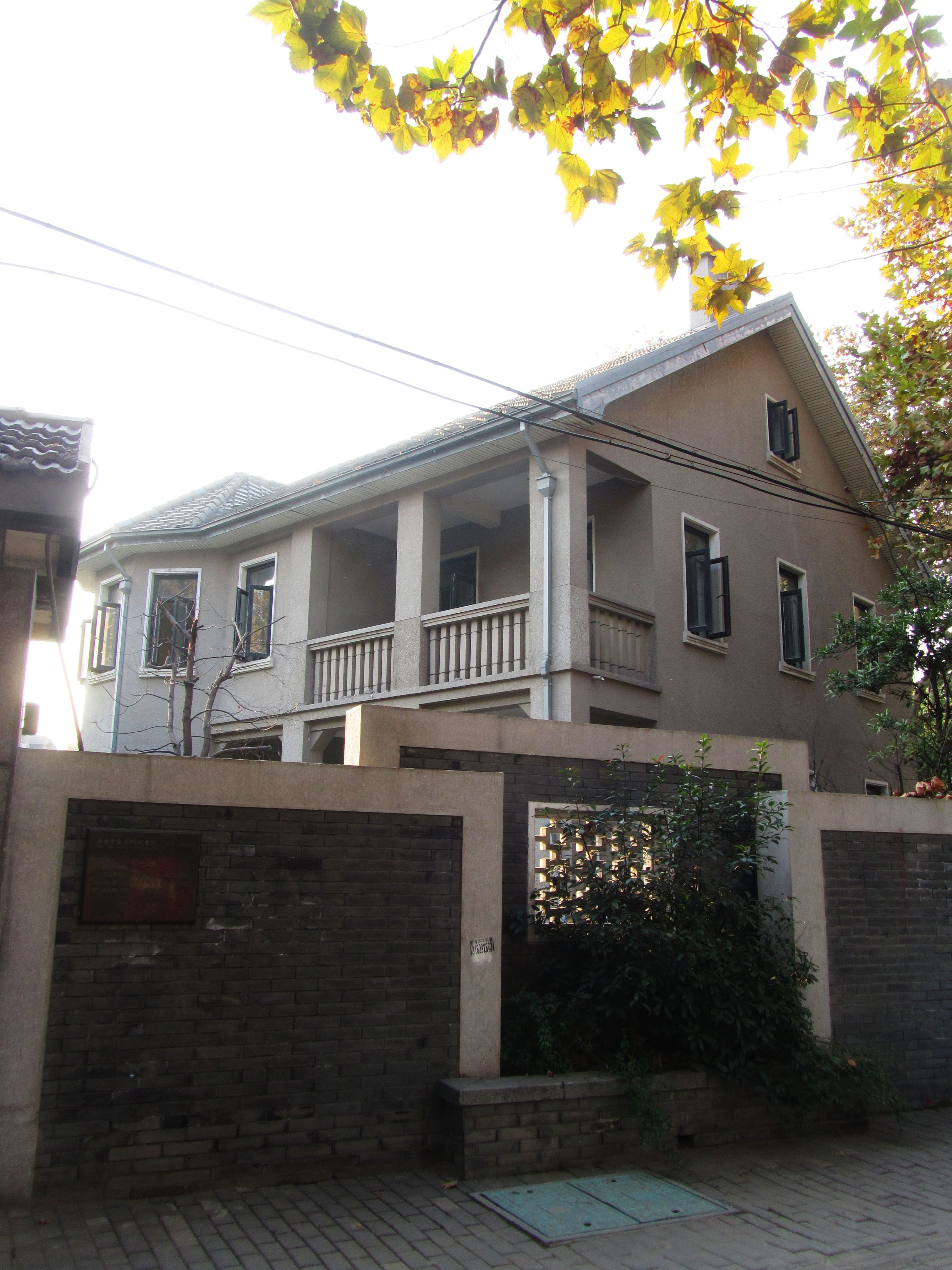
Antigua residencia de Xue Yue en Nankín

Mientras me preparaba para partir, Hsueh bajó conmigo la larga colina desde su cuartel general temporal hasta mi avión. Había tanto que ambos pensábamos y tan poco que cualquiera de nosotros podía poner en palabras. Antes de subir al transporte, le di a Hsueh el viejo cinturón de Sam Browne de mi uniforme del Cuerpo Aéreo de preguerra. Mientras se lo ponía, las lágrimas rodaban por las mejillas de ese valiente guerrero.
- Claire L. Chennault, Way of a Fighter, pág. 359

## La guerra civil china y después
Después de la Segunda Guerra Mundial, Xue se negó a cambiar su oro por el papel moneda de los Yuanes de Oro como lo ordena la ley. Cuando Huang Shaohong informó a Xue de que esto era ilegal, Xue respondió que el oro de él y de sus subordinados se pagaba con sangre y que él era personalmente responsable de ello.
Cuando Chiang Kai-shek se retiró a Taiwán en diciembre de 1949, fue puesto a cargo de la defensa de la isla de Hainan. Sin embargo fue incapaz de evitar que el Ejército Popular de Liberación, el 1 de mayo de 1950, ocupara toda la isla ante las desmoralizadas fuerzas nacionalistas (véase batalla de la isla de Hainan). Xue huyó a Taiwán después de que la defensa de Hainan se derrumbara. En Taiwán, sirvió como asesor del jefe de personal, sólo de nombre. Fue maestro de ceremonia, un título honorífico, en el funeral de Chiang Kai-shek en 1975. Vivió hasta 1998 hasta la edad de 101 años.